# Samtidigt Som
Samtidigt Som var ett punkinfluerat indiepopband från Göteborg. De släppte en fullängdsskiva på Luxury och spelade runtom i hemstaden under två års tid, bland annat på den numera nedlagda klubben Underjorden och på Kulturkalaset. Debutalbumet producerades av Kalle Von Hall. Bandet lade ner 2010 men gjorde en spelning på Knarrholmen 2012.

## Diskografi

### EP / Album
- Denna Sida Mot Fienden (2008, Luxury)

1. Constant In Motion
2. För Jag Tror Att Ingen Annan Kan Känna Såhär För Dig
3. Tappat Andan
4. En Slags Förändring
5. Denna Sida Mot Fienden

- Flykt, Kärlek & Broderskap (2009, Luxury / EDGE?)

1. Tienes Mi Corazón
2. Vid Min Sida
3. SFI
4. Constant In Motion
5. En Av Dom Dagarna
6. Denna Sida Mot Fienden
7. Känslan
8. Bankar I Mitt Bröst
9. Erik & Fransisco
10. Omkring Oss

### Singlar
- Vid Min Sida (2009, Luxury)

1. Vid Min Sida
2. Ändra Dig